# بلاتنا
بلاتنا (به چکی: Blatná) یک منطقهٔ مسکونی و شهرستان دارای شهرک سابقاً روستا در جمهوری چک است که در ناحیه ستراکونیتسه واقع شده‌است. بلاتنا ۶٬۶۹۰ نفر جمعیت دارد.

## خواهرخوانده
شهرهای فاشا، آلمان، Roggwil و Sargé-lès-le-Mans خواهرخوانده‌های بلاتنا هستند.